# Toontown: Corporate Clash
『Toontown: Corporate Clash』(以下「TCC」と表記)は、2013年まで公開されていた、ディズニーのトゥーンタウン・オンライン(以下「TTO」と表記)をもとにして開発されたファンメイドのMMORPG。基本的にはTTOのゲームシステムを継承するものの、多くの改良や変更を加えたものとなっている。一般公開前は、「Project Altis」としてβテストを行っていたが、2018年7月に「Toontown: Corporate Clash」として、βリリースされた。

## 概要
TTOにおいては、トゥーンタウンがコグに乗っ取られたので、それを奪還するために、トゥーンが立ち上がったという設定になっていたが、TCCにおいてはゲーム序盤に各キャラクタ全員に行なわれるオリエンテーション内で、トゥーンタウンのPresidentであるFlippyから依頼される形でコグ退治を行なうこととなる。

## オリジナルとの相違点
ゲームの対象年齢は、オリジナルとなるTTO同様全年齢となっているが、TTOに見られた年少者保護のための次のような仕組みは、省略されている。
- ユーザ登録時の保護者メールアドレスの記載
- 自由文によるゲーム中のチャットの制限

アカウント保護のための、二段階認証の使用も可能。また、アカウントの登録時などは、汎用のキャプチャをクリアする必要がある。
プレーヤにはレベル制が導入された。このレベルは、依頼されたタスクのクリアの報酬として上がるのではなく、タスクをこなすうえで得られる「ポイント」が累計されることにより上がっていく。これは、プレーヤのラフ・ポイントも同様である。このため、レベルやラフ・ポイントをアップさせるためのタスクというものは存在しない。ポイントは、タスクをクリアしたり、コグを倒すことで通貨となるジェリービーンとともに自動的に累計されていく。
プレーヤが選択できるトゥーンの種族として、TTOと比較すると以下が増えている。
Alligator(鰐)、Bat(蝙蝠)、Beaver(ビーバー)、Deer(鹿)、Fox(狐)、Raccoon(アライグマ)、以上アルファベット順。
またプレーヤの身体の色が、RGBが256段階のカラーチャートからかなり自由に選べるようになった。ただし、白や黒などの極端な色は選択することができない。
全てのプレイグラウンドの名称から、ディズニーキャラクタの名前が外され、さらには案内板等にあったディズニーキャラクタの画像もなくなっており、ディズニーに関連するあらゆる情報が排除されている。
プレイグラウンドに新しい通りが追加されており、プレイグラウンド同士のつながりが変更になっている。また、プレイグラウンド内の施設やゲートの配置も、一部変更されている。
プレーヤは、継続的なプレーヤ集団としてクラブを開設したり、既存のクラブに加入することができる。クラブに加入することで、必要なときに行動を共にしたり、同じクラブのメンバーだけに届くメッセージを送ることができるようになる。クラブへの加入状態は、ログアウトによっても解除されないため、次回プレイ時にも同じクラブのメンバーとして行動することができる。
Gag Shop においてギャグを購入する際、レベルに応じて支払うジェリービーンが異なるようになった。1レベルのギャグ（種類は問わない）を購入する場合には、オリジナル同様ジェリービーン1ケ(1JB)だが、3レベルのギャグを購入する場合には、3JB支払う必要がある。
コグに対して使用できるギャグが、TTOの7段階から、8段階に増えている。また、ギャグの種類としても Zap という名前の感電系の攻撃ギャグが増えている。
プレーヤは、経験によって獲得されるトレーニング・ポイントと交換することで、使用するギャグに追加の効果を付加することができる。これをプリステージ・ギャグという。
ギャグの購入においてジェリービーンの必要数が増えたのに応じて、トゥーンがジェリービーンを獲得できる機会と数も増えた。ジェリービーンはコグを倒すことによっても得られるだけではなく、タスクの報酬としても得られる。また、オリジナルでも釣りをすることでジェリービーンを獲得できたが、本作においては遥かに多量のジェリービーンを獲得することができるようになった。
タスクの際に訪れるNPCが饒舌になり、長いセリフを一方的に話しかけてくることで、ストーリーが展開するようになった。

## プレーヤー
プレーヤのステータスに、レベル制が導入された。レベルは、プレイ画面中央下部にバーとして表示され、タスクを成し遂げたり、コグを倒したり、経験を積むことなどで増えていく。バーのポイントが右端まで増えると、トゥーンは次のレベルにアップする。レベルアップごとに、常にトゥーンのラフ・ポイント上限が+1される。また、特定のレベルにアップする際には、一度に持てるギャグや、ジェリービーンの数が増えることもある。また、トレーニング・ポイントも特定のレベルに到達することで増えていく。トレーニング・ポイントは、新しいギャグの習得や、既存のギャグを強化するためのプリステージ・ギャグに使用することができる。
コグを倒すことで獲得できるポイントは、以下による。
通常のコグを倒した場合は、倒したコグのレベル×2.5(ポイント)となり、エグゼクティブコグを倒した場合は、倒したコグのレベル×5(ポイント)となる。
レベルが10上がるごとに、持てるギャグの数が10づつ増える。
レベルが、4, 8, 12, 16, 20, 28, 38, 48, 58, 68, 78 に達すると、それぞれトレーニング・ポイントが1づつ増える。

## ギャグ
コグを倒すために、トゥーンが使用するアイテム。全部で8種類あり、それぞれに8つのレベルのアイテムがある。ギャグのレベルが高くなるほど、その効果が大きくなる。トゥーンは、作成時に持てるギャグを自由に2種類選択することができ、その後は獲得したトレーニング・ポイントを使用して、ギャグの種類を増やすことができる。獲得できるトレーニング・ポイントの制限により、1人のトゥーンが持てるギャグの種類は、最大で7種類となる。つまり、8種類あるギャグのうち、1種類は持つことができない。
ギャグは、コグにダメージを与えるものと、それ以外のものに分けられる。それ以外のものには、トゥーンのラフ・ポイントを回復させるトゥーン・アップと、コグを一定の間麻痺させる、おとりがある。
経験を積むことなどで獲得できる、トレーニング・ポイントを使用することで、トゥーンはギャグについて以下の2つを選択することができる。
- 2トレーニング・ポイントを使用して、新しいギャグの種類を習得する。
- 1トレーニング・ポイントを使用して、すでに獲得したギャグの効果をアップさせる。これは、プリステージ・ギャグと呼ばれる。